# Großer Preis von Belgien 1990
Der Große Preis von Belgien 1990 (offiziell Belgian Grand Prix) fand am 26. August auf dem Circuit de Spa-Francorchamps in der Nähe von Spa statt und war das elfte Rennen der Formel-1-Weltmeisterschaft 1990.

## Berichte

### Hintergrund
Das Onyx-Team zog sich gänzlich aus der Formel 1 zurück. Gregor Foitek hatte bereits während des Trainings zum Großen Preis von Ungarn zwei Wochen zuvor seinen Rücktritt erklärt. JJ Lehto fand zunächst keine neue Anstellung und musste somit auf die Teilnahme an den noch ausstehenden Rennen der Saison 1990 verzichten. Der Rest des Teilnehmerfeldes blieb unverändert.
Mit Ayrton Senna (dreimal), Alain Prost (zweimal), Nigel Mansell und Michele Alboreto (jeweils einmal) traten vier ehemalige Sieger zu diesem Grand Prix an. Alboreto gewann dabei den Gran Prix, als dieser auf dem Circuit Zolder ausgetragen wurde.

### Training
Aufgrund des Rückzuges von Onyx blieb dem Team Ligier fortan die Teilnahme an der Vorqualifikation erspart. Ebenfalls von dem Wegfall zweier Konkurrenten profitierte Bertrand Gachot, dem es erstmals in der laufenden Saison gelang, mit dem Coloni C3B das reguläre Qualifying zu erreichen.
Die beiden McLaren-Piloten Senna und Gerhard Berger duellierten sich um die Pole-Position, die letztlich mit einer um rund sechs Zehntelsekunden kürzeren Rundenbestzeit an Senna ging. Dahinter folgten Prost und Thierry Boutsen vor Mansell und Alessandro Nannini sowie Riccardo Patrese und Nelson Piquet.

### Rennen
Während Senna vor Berger in Führung ging, kollidierte Aguri Suzuki mit Piquet. Dieser stieß daraufhin mit Mansell zusammen, dessen Wagen frontal gegen die Boxenmauer prallte und die Strecke somit teilweise blockierte. Beim Versuch, diesem Hindernis auszuweichen, kollidierten die beiden Lotus-Teamkollegen Derek Warwick und Martin Donnelly miteinander. Im weiteren Verlauf der ersten Runde kam es an anderer Stelle zu einer weiteren Kollision, und zwar zwischen Satoru Nakajima und Stefano Modena. Emanuele Pirro und Nicola Larini wurden durch die Blockaden am Weiterfahren gehindert. Daraufhin entschloss die Rennleitung, das Rennen mit der roten Flagge abzubrechen.
Bis auf Suzuki konnten alle Fahrer in reparierten Fahrzeugen oder T-Cars am Neustart teilnehmen. Senna ging erneut in Führung. Boutsen gelang es allerdings diesmal, an Berger vorbeizuziehen und den zweiten Rang einzunehmen. Kurz darauf wurde das Rennen nach einem schweren Unfall von Paolo Barilla in der Eau Rouge erneut abgebrochen, da sich Trümmerteile seines Minardi über die Strecke verteilt hatten.
Senna gelang es beim dritten Startversuch erneut, seine Spitzenposition zu verteidigten. Hinter ihm folgte Berger vor Prost, Boutsen, Patrese, Nannini, Piquet und Mansell. Letzterer fiel fortan aufgrund von Handlingproblemen zurück und gab das Rennen nach 19 Runden auf.
In der 14. Runde zog Prost an Berger vorbei. Auch Boutsen holte den Österreicher ein, was dieser zum Anlass nahm, an der Box frische Reifen montieren zu lassen. Binnen weniger Runden schieden kurz darauf beide Williams-Piloten aufgrund von technischen Defekten aus.
Durch einen Boxenstopp von Prost gelangte Nannini in Runde 23 auf den zweiten Rang. Der Franzose verdrängte ihn allerdings vier Umläufe später wieder von dieser Position. Daraufhin duellierte sich Nannini mit Berger um den dritten Platz, was schließlich in Runde 36 zu einer Kollision der beiden führte. Beide konnten das Rennen jedoch fortsetzen. Berger zog in der 41. Runde an dem Italiener vorbei, nachdem dieser in der Eau Rouge einen kleinen Fahrfehler begangen hatte, und erreichte dadurch den dritten Platz hinter Senna und Prost. Der Zieleinlauf der ersten drei entsprach somit exakt der Weltmeisterschaftswertung zu diesem Zeitpunkt. Piquet erreichte das Ziel als Fünfter hinter Nannini. Maurício Gugelmin erhielt als Sechster den letzten WM-Punkt des Tages, der zugleich sein erster in der laufenden Saison war.

## Meldeliste
| Team                        | Nr. | Fahrer             | Chassis            | Motor                     | Reifen |
| --------------------------- | --- | ------------------ | ------------------ | ------------------------- | ------ |
| Scuderia Ferrari SpA        | 01  | Alain Prost        | Ferrari 641        | Ferrari 036 3.5 V12       | G      |
| Scuderia Ferrari SpA        | 02  | Nigel Mansell      | Ferrari 641        | Ferrari 036 3.5 V12       | G      |
| Tyrrell Racing Organisation | 03  | Satoru Nakajima    | Tyrrell 019        | Ford Cosworth DFR 3.5 V8  | P      |
| Tyrrell Racing Organisation | 04  | Jean Alesi         | Tyrrell 019        | Ford Cosworth DFR 3.5 V8  | P      |
| Canon Williams Team         | 05  | Thierry Boutsen    | Williams FW13B     | Renault RS2 3.5 V10       | G      |
| Canon Williams Team         | 06  | Riccardo Patrese   | Williams FW13B     | Renault RS2 3.5 V10       | G      |
| Motor Racing Developments   | 07  | David Brabham      | Brabham BT59       | Judd EV 3.5 V8            | P      |
| Motor Racing Developments   | 08  | Stefano Modena     | Brabham BT59       | Judd EV 3.5 V8            | P      |
| Footwork Arrows Racing      | 09  | Michele Alboreto   | Arrows A11B        | Ford Cosworth DFR 3.5 V8  | G      |
| Footwork Arrows Racing      | 10  | Alex Caffi         | Arrows A11B        | Ford Cosworth DFR 3.5 V8  | G      |
| Camel Team Lotus            | 11  | Derek Warwick      | Lotus 102          | Lamborghini 3512 3.5 V12  | G      |
| Camel Team Lotus            | 12  | Martin Donnelly    | Lotus 102          | Lamborghini 3512 3.5 V12  | G      |
| Fondmetal Osella            | 14  | Olivier Grouillard | Osella FA1ME       | Ford Cosworth DFR 3.5 V8  | P      |
| Leyton House Racing         | 15  | Maurício Gugelmin  | Leyton House CG901 | Judd EV 3.5 V8            | G      |
| Leyton House Racing         | 16  | Ivan Capelli       | Leyton House CG901 | Judd EV 3.5 V8            | G      |
| AGS Racing                  | 17  | Gabriele Tarquini  | AGS JH25           | Ford Cosworth DFR 3.5 V8  | G      |
| AGS Racing                  | 18  | Yannick Dalmas     | AGS JH25           | Ford Cosworth DFR 3.5 V8  | G      |
| Benetton Formula Ltd        | 19  | Alessandro Nannini | Benetton B190      | Ford Cosworth HBA4 3.5 V8 | G      |
| Benetton Formula Ltd        | 20  | Nelson Piquet      | Benetton B190      | Ford Cosworth HBA4 3.5 V8 | G      |
| BMS Scuderia Italia         | 21  | Emanuele Pirro     | Dallara 190        | Ford Cosworth DFR 3.5 V8  | P      |
| BMS Scuderia Italia         | 22  | Andrea de Cesaris  | Dallara 190        | Ford Cosworth DFR 3.5 V8  | P      |
| SCM Minardi Team            | 23  | Pierluigi Martini  | Minardi M190       | Ford Cosworth DFR 3.5 V8  | P      |
| SCM Minardi Team            | 24  | Paolo Barilla      | Minardi M190       | Ford Cosworth DFR 3.5 V8  | P      |
| Ligier Gitanes              | 25  | Nicola Larini      | Ligier JS33B       | Ford Cosworth DFR 3.5 V8  | G      |
| Ligier Gitanes              | 26  | Philippe Alliot    | Ligier JS33B       | Ford Cosworth DFR 3.5 V8  | G      |
| Honda Marlboro McLaren      | 27  | Ayrton Senna       | McLaren MP4/5B     | Honda RA100E 3.5 V10      | G      |
| Honda Marlboro McLaren      | 28  | Gerhard Berger     | McLaren MP4/5B     | Honda RA100E 3.5 V10      | G      |
| Espo Larrousse F1           | 29  | Éric Bernard       | Lola LC90          | Lamborghini 3512 3.5 V12  | G      |
| Espo Larrousse F1           | 30  | Aguri Suzuki       | Lola LC90          | Lamborghini 3512 3.5 V12  | G      |
| Coloni Racing               | 31  | Bertrand Gachot    | Coloni C3B         | Ford Cosworth DFR 3.5 V8  | P      |
| EuroBrun Racing             | 33  | Roberto Moreno     | EuroBrun ER189B    | Judd CV 3.5 V8            | P      |
| EuroBrun Racing             | 34  | Claudio Langes     | EuroBrun ER189B    | Judd CV 3.5 V8            | P      |
| Life Racing Engines         | 39  | Bruno Giacomelli   | Life L190          | Life F35 3.5 W12          | G      |

## Klassifikationen

### Qualifying
| Pos. | Fahrer             | Konstrukteur      | Vorqualifikation | Vorqualifikation  | 1. Qualifikationstraining | 1. Qualifikationstraining | 2. Qualifikationstraining | 2. Qualifikationstraining | Start |
| Pos. | Fahrer             | Konstrukteur      | Zeit             | Ø-Geschwindigkeit | Zeit                      | Ø-Geschwindigkeit         | Zeit                      | Ø-Geschwindigkeit         | Start |
| ---- | ------------------ | ----------------- | ---------------- | ----------------- | ------------------------- | ------------------------- | ------------------------- | ------------------------- | ----- |
| 01   | Ayrton Senna       | McLaren-Honda     | –                | –                 | 1:52,278                  | 222,519 km/h              | 1:50,365                  | 226,376 km/h              | 01    |
| 02   | Gerhard Berger     | McLaren-Honda     | –                | –                 | 1:51,211                  | 224,654 km/h              | 1:50,948                  | 225,187 km/h              | 02    |
| 03   | Alain Prost        | Ferrari           | –                | –                 | 1:51,841                  | 223,389 km/h              | 1:51,043                  | 224,994 km/h              | 03    |
| 04   | Thierry Boutsen    | Williams-Renault  | –                | –                 | 1:54,024                  | 219,112 km/h              | 1:51,902                  | 223,267 km/h              | 04    |
| 05   | Nigel Mansell      | Ferrari           | –                | –                 | 1:52,601                  | 221,881 km/h              | 1:52,267                  | 222,541 km/h              | 05    |
| 06   | Alessandro Nannini | Benetton-Ford     | –                | –                 | 1:55,800                  | 215,751 km/h              | 1:52,648                  | 221,788 km/h              | 06    |
| 07   | Riccardo Patrese   | Williams-Renault  | –                | –                 | 1:54,260                  | 218,659 km/h              | 1:52,703                  | 221,680 km/h              | 07    |
| 08   | Nelson Piquet      | Benetton-Ford     | –                | –                 | 1:53,689                  | 219,757 km/h              | 1:52,853                  | 221,385 km/h              | 08    |
| 09   | Jean Alesi         | Tyrrell-Ford      | –                | –                 | 1:54,116                  | 218,935 km/h              | 1:52,885                  | 221,323 km/h              | 09    |
| 10   | Satoru Nakajima    | Tyrrell-Ford      | –                | –                 | 1:55,798                  | 215,755 km/h              | 1:53,468                  | 220,185 km/h              | 10    |
| 11   | Aguri Suzuki       | Lola-Lamborghini  | –                | –                 | 1:55,294                  | 216,698 km/h              | 1:53,523                  | 220,079 km/h              | 11    |
| 12   | Ivan Capelli       | Leyton House-Judd | –                | –                 | 1:55,012                  | 217,230 km/h              | 1:53,783                  | 219,576 km/h              | 12    |
| 13   | Stefano Modena     | Brabham-Judd      | –                | –                 | 1:57,014                  | 213,513 km/h              | 1:53,916                  | 219,319 km/h              | 13    |
| 14   | Maurício Gugelmin  | Leyton House-Judd | –                | –                 | 1:54,497                  | 218,207 km/h              | 1:54,120                  | 218,927 km/h              | 14    |
| 15   | Éric Bernard       | Lola-Lamborghini  | –                | –                 | 1:56,213                  | 214,985 km/h              | 1:54,251                  | 218,676 km/h              | 15    |
| 16   | Pierluigi Martini  | Minardi-Ford      | –                | –                 | 1:56,074                  | 215,242 km/h              | 1:54,312                  | 218,560 km/h              | 16    |
| 17   | Emanuele Pirro     | Dallara-Ford      | –                | –                 | 1:56,239                  | 214,936 km/h              | 1:54,595                  | 218,020 km/h              | 17    |
| 18   | Derek Warwick      | Lotus-Lamborghini | –                | –                 | 1:56,246                  | 214,924 km/h              | 1:55,068                  | 217,124 km/h              | 18    |
| 19   | Alex Caffi         | Arrows-Ford       | –                | –                 | 1:56,562                  | 214,341 km/h              | 1:55,199                  | 216,877 km/h              | 19    |
| 20   | Andrea de Cesaris  | Dallara-Ford      | –                | –                 | 1:56,923                  | 213,679 km/h              | 1:55,261                  | 216,760 km/h              | 20    |
| 21   | Nicola Larini      | Ligier-Ford       | –                | –                 | 1:57,471                  | 212,682 km/h              | 1:55,278                  | 216,728 km/h              | 21    |
| 22   | Martin Donnelly    | Lotus-Lamborghini | –                | –                 | 1:56,666                  | 214,150 km/h              | 1:55,304                  | 216,679 km/h              | 22    |
| 23   | Olivier Grouillard | Osella-Ford       | 1:57,941         | 211,835 km/h      | 1:57,770                  | 212,142 km/h              | 1:55,334                  | 216,623 km/h              | 23    |
| 24   | David Brabham      | Brabham-Judd      | –                | –                 | 1:58,034                  | 211,668 km/h              | 1:55,668                  | 215,998 km/h              | 24    |
| 25   | Paolo Barilla      | Minardi-Ford      | –                | –                 | 1:57,221                  | 213,136 km/h              | 1:55,859                  | 215,641 km/h              | 25    |
| 26   | Michele Alboreto   | Arrows-Ford       | –                | –                 | 1:57,255                  | 213,074 km/h              | 1:56,055                  | 215,277 km/h              | 26    |
| DNQ  | Philippe Alliot    | Ligier-Ford       | –                | –                 | –                         | –                         | 1:56,118                  | 215,160 km/h              | –     |
| DNQ  | Gabriele Tarquini  | AGS-Ford          | 1:59,910         | 208,356 km/h      | 1:58,293                  | 211,204 km/h              | 1:57,566                  | 212,510 km/h              | –     |
| DNQ  | Yannick Dalmas     | AGS-Ford          | 1:58,339         | 211,122 km/h      | 1:58,995                  | 209,958 km/h              | 1:57,704                  | 212,261 km/h              | –     |
| DNQ  | Bertrand Gachot    | Coloni-Ford       | 1:59,130         | 209,720 km/h      | –                         | –                         | 1:58,520                  | 210,800 km/h              | –     |
| DNPQ | Roberto Moreno     | EuroBrun-Judd     | 2:00,270         | 207,733 km/h      | –                         | –                         | –                         | –                         | –     |
| DNPQ | Claudio Langes     | EuroBrun-Judd     | 2:01,405         | 205,791 km/h      | –                         | –                         | –                         | –                         | –     |
| DNPQ | Bruno Giacomelli   | Life              | 2:19,445         | 179,167 km/h      | –                         | –                         | –                         | –                         | –     |

### Rennen
| Pos. | Fahrer             | Konstrukteur      | Runden | Stopps | Zeit        | Start | Schnellste Runde |
| ---- | ------------------ | ----------------- | ------ | ------ | ----------- | ----- | ---------------- |
| 01   | Ayrton Senna       | McLaren-Honda     | 44     | 1      | 1:26:31,997 | 01    | 1:55,132         |
| 02   | Alain Prost        | Ferrari           | 44     | 1      | + 03,550    | 03    | 1:55,087         |
| 03   | Gerhard Berger     | McLaren-Honda     | 44     | 1      | + 28,462    | 02    | 1:55,531         |
| 04   | Alessandro Nannini | Benetton-Ford     | 44     | 0      | + 49,337    | 06    | 1:55,650         |
| 05   | Nelson Piquet      | Benetton-Ford     | 44     | 1      | + 1:29,650  | 08    | 1:57,036         |
| 06   | Maurício Gugelmin  | Leyton House-Judd | 44     | 0      | + 1:48,851  | 14    | 1:58,163         |
| 07   | Ivan Capelli       | Leyton House-Judd | 43     | 0      | + 1 Runde   | 12    | 1:58,351         |
| 08   | Jean Alesi         | Tyrrell-Ford      | 43     | 0      | + 1 Runde   | 09    | 1:58,531         |
| 09   | Éric Bernard       | Lola-Lamborghini  | 43     | 1      | + 1 Runde   | 15    | 1:56,531         |
| 10   | Alex Caffi         | Arrows-Ford       | 43     | 0      | + 1 Runde   | 19    | 2:00,610         |
| 11   | Derek Warwick      | Lotus-Lamborghini | 43     | 1      | + 1 Runde   | 18    | 1:59,081         |
| 12   | Martin Donnelly    | Lotus-Lamborghini | 43     | 1      | + 1 Runde   | 22    | 1:58,330         |
| 13   | Michele Alboreto   | Arrows-Ford       | 43     | 0      | + 1 Runde   | 26    | 2:00,671         |
| 14   | Nicola Larini      | Ligier-Ford       | 42     | 2      | + 2 Runden  | 21    | 1:59,956         |
| 15   | Pierluigi Martini  | Minardi-Ford      | 42     | 1      | + 2 Runden  | 16    | 2:00,157         |
| 16   | Olivier Grouillard | Osella-Ford       | 42     | 1      | + 2 Runden  | 23    | 2:00,886         |
| 17   | Stefano Modena     | Brabham-Judd      | 39     | 1      | DNF         | 13    | 1:59,415         |
| –    | David Brabham      | Brabham-Judd      | 36     | 0      | DNF         | 24    | 2:01,959         |
| –    | Andrea de Cesaris  | Dallara-Ford      | 27     | 1      | DNF         | 20    | 2:02,225         |
| –    | Thierry Boutsen    | Williams-Renault  | 21     | 0      | DNF         | 04    | 1:58,199         |
| –    | Nigel Mansell      | Ferrari           | 19     | 1      | DNF         | 05    | 1:59,767         |
| –    | Riccardo Patrese   | Williams-Renault  | 18     | 0      | DNF         | 07    | 1:58,666         |
| –    | Emanuele Pirro     | Dallara-Ford      | 5      | 0      | DNF         | 17    | 2:03,152         |
| –    | Satoru Nakajima    | Tyrrell-Ford      | 4      | 1      | DNF         | 10    | 2:14,599         |
| –    | Paolo Barilla      | Minardi-Ford      | 0      | 0      | DNF         | 25    | –                |
| –    | Aguri Suzuki       | Lola-Lamborghini  | 0      | 0      | DNF         | 11    | –                |

## WM-Stände nach dem Rennen
Die ersten sechs des Rennens bekamen 9, 6, 4, 3, 2 bzw. 1 Punkt(e). In der Fahrerwertung wurden die besten elf Resultate, in der Konstrukteurswertung alle Resultate gewertet.

### Fahrerwertung
| Pos. | Fahrer             | Konstrukteur      | Punkte |
| ---- | ------------------ | ----------------- | ------ |
| 01   | Ayrton Senna       | McLaren-Honda     | 63     |
| 02   | Alain Prost        | Ferrari           | 50     |
| 03   | Gerhard Berger     | McLaren-Honda     | 33     |
| 04   | Thierry Boutsen    | Williams-Renault  | 27     |
| 05   | Nelson Piquet      | Benetton-Ford     | 24     |
| 06   | Alessandro Nannini | Benetton-Ford     | 16     |
| 07   | Riccardo Patrese   | Williams-Renault  | 15     |
| 08   | Nigel Mansell      | Ferrari           | 13     |
| 09   | Jean Alesi         | Tyrrell-Ford      | 13     |
| 10   | Ivan Capelli       | Leyton House-Judd | 6      |
| 11   | Éric Bernard       | Lola-Lamborghini  | 5      |
| 12   | Derek Warwick      | Lotus-Lamborghini | 3      |
| 13   | Alex Caffi         | Arrows-Ford       | 2      |
| 14   | Stefano Modena     | Brabham-Judd      | 2      |
| 15   | Satoru Nakajima    | Tyrrell-Ford      | 1      |
| 16   | Aguri Suzuki       | Lola-Lamborghini  | 1      |
| 17   | Maurício Gugelmin  | Leyton House-Judd | 1      |

| Pos. | Fahrer             | Konstrukteur             | Punkte |
| ---- | ------------------ | ------------------------ | ------ |
| 18   | Martin Donnelly    | Lotus-Lamborghini        | 0      |
| 19   | Pierluigi Martini  | Minardi-Ford             | 0      |
| 20   | Gregor Foitek      | Onyx-Ford / Brabham-Judd | 0      |
| 21   | Philippe Alliot    | Ligier-Ford              | 0      |
| 22   | Nicola Larini      | Ligier-Ford              | 0      |
| 23   | Michele Alboreto   | Arrows-Ford              | 0      |
| 24   | Emanuele Pirro     | Dallara-Ford             | 0      |
| 25   | Paolo Barilla      | Minardi-Ford             | 0      |
| 26   | JJ Lehto           | Onyx-Ford                | 0      |
| 27   | Bernd Schneider    | Arrows-Ford              | 0      |
| 28   | Andrea de Cesaris  | Dallara-Ford             | 0      |
| 29   | Roberto Moreno     | EuroBrun-Judd            | 0      |
| 30   | Olivier Grouillard | Osella-Ford              | 0      |
| 31   | Gabriele Tarquini  | AGS-Ford                 | 0      |
| 32   | Gianni Morbidelli  | Dallara-Ford             | 0      |
| 33   | David Brabham      | Brabham-Judd             | 0      |
| 34   | Yannick Dalmas     | AGS-Ford                 | 0      |

### Konstrukteurswertung
| Pos. | Konstrukteur      | Punkte |
| ---- | ----------------- | ------ |
| 01   | McLaren-Honda     | 96     |
| 02   | Ferrari           | 63     |
| 03   | Williams-Renault  | 42     |
| 04   | Benetton-Ford     | 40     |
| 05   | Tyrrell-Ford      | 14     |
| 06   | Leyton House-Judd | 7      |
| 07   | Lola-Lamborghini  | 6      |
| 08   | Lotus-Lamborghini | 3      |
| 09   | Arrows-Ford       | 2      |

| Pos. | Konstrukteur  | Punkte |
| ---- | ------------- | ------ |
| 10   | Brabham-Judd  | 2      |
| 11   | Minardi-Ford  | 0      |
| 12   | Onyx-Ford     | 0      |
| 13   | Ligier-Ford   | 0      |
| 14   | Dallara-Ford  | 0      |
| 15   | EuroBrun-Judd | 0      |
| 16   | Osella-Ford   | 0      |
| 17   | AGS-Ford      | 0      |